# Evidenz (Rhetorik)
Die Evidenz, lateinisch evidentia, bezeichnet als rhetorische Figur
eine Figur der Häufung, genauer die detaillierend-konkretisierende Häufung. Sie besteht aus der Trennung des eigentlichen Hauptgedankens in mehrere koordinierte Teilgedanken, die als Aufzählung erscheinen, den Hauptgedanken aufgreifen und im Detail ausführen.

## Geschichte
Bereits Aristoteles erörtert im dritten Buch seiner Rhetorik das Vor-Augen-Führen (pro ommaton poiein) als wirkungsvolles Stilmittel. Das Dargestellte müsse dabei lebhaft, in seiner Wirksamkeit (energeia) beschrieben werden. Als Beispiel nennt er eine Zeile von Euripides, „da sprangen auf ihre Füße Hellas' Männer all“ (Rhet. 1411b, Übers. F. G. Sieveke). An anderer Stelle (1365a) nennt er auch schon die detaillierende Aufzählung.
Von den Stoikern wurde die menschliche Vorstellung materiell, als Einprägung (typosis) des Bildes in die Seele verstanden. Damit wurde die Klarheit und Deutlichkeit (enargeia) der Darstellung zum Erfordernis. Cicero übersetzt enargeia in seinem Dialog Lucullus (17) mit der Wortneuschöpfung evidentia, die von hier aus in den rhetorischen, juristischen und philosophischen Sprachgebrauch einging. In De oratore (Über den Redner) greift er zudem Aristoteles’ Forderung der Lebhaftigkeit auf:
Denn es macht großen Eindruck, bei einer Sache zu verweilen, die Dinge anschaulich auszumalen und fast so vor Augen zu führen, als trügen sie sich wirklich zu. (III, 202, Übers. H. Merklin)
Pseudo-Longinos spricht in Peri hypsous (Über das Erhabene) darüber hinaus von der Funktion der rhetorischen und der dichterischen phantasia (Vergegenwärtigung), die Affekte anzusprechen und die Hörer mitzureißen:
wird dir nicht entgangen sein ... daß das Ziel der dichterischen Phantasie Erschütterung (ekplexis) ist, das der rhetorischen aber Deutlichkeit (enargeia), beide aber in gleicher Weise (fehlt ein Wort) und erregen wollen. (15,2, Übers. O. Schönberger)
Von Quintilian werden an unterschiedlichen Stellen seiner Institutio oratoria (Lehrbuch der Redekunst) diese Traditionen zusammengefasst. Er nennt Ciceros evidentia (8,3,61 ff.), Aristoteles’ energeia (ebd. 89) und die stoische enargeia, dazu als weiteren Terminus das griechische hypotyposis oder Einprägung, „wenn ein Vorgang nicht als geschehen angegeben, sondern so, wie er geschehen ist, vorgeführt wird“ (9,2,40, zit. nach A. Kemmann). Die Hypotyposis wurde im Barock auch zum Namen der entsprechenden musikalischen Figur.
In der Folge wurden vor allem die beiden Momente der Lebhaftigkeit (energeia) und der Detailliertheit (enargeia) in unterschiedlicher Gewichtung rezipiert, teils vermengt und teils zu feineren Unterscheidungen aufgefächert, Letzteres z. B. bei Johannes Susenbrot.

## Beispiel
„Seine Augen suchten einen Menschen – und ein Grauen erweckendes Scheusal kroch aus einem Winkel ihm entgegen, der mehr dem Lager eines wilden Thieres als dem Wohnort eines menschlichen Geschöpfes glich. Ein blasses todtenähnliches Gerippe, alle Farben des Lebens aus einem Angesicht verschwunden, in welches Gram und Verzweiflung tiefe Furchen gerissen hatten, Bart und Nägel durch eine so lange Vernachlässigung bis zum Scheußlichen gewachsen, vom langen Gebrauche die Kleidung halb vermodert und aus gänzlichem Mangel der Reinigung die Luft um ihn verpestet – so fand er diesen Liebling des Glücks [...]“